# Cantone di Sète
Il Cantone di Sète è una divisione amministrativa dell'Arrondissement di Montpellier.
È stato costituito a seguito della riforma approvata con decreto del 26 febbraio 2014, che ha avuto attuazione dopo le elezioni dipartimentali del 2015.

## Composizione
Comprende il solo comune di Sète.